# Губка Боб у кіно: У пошуках Квадратних Штанів
«Губка Боб у кіно: У пошуках Квадратних Штанів» (англ. The SpongeBob Movie: Search for SquarePants) — прийдешня американський анімаційний пригодницький комедійний фільм, заснований на телесеріалі «Губка Боб Квадратні Штани», створеному Стівеном Гілленбургом. Режисером фільму є ветеран серіалу Дерек Драймон, а головні ролі виконують звичайні актори серіалу, а також Марк Гемілл, Реджина Голл, Шеррі Кола, Артуро Кастро, Джордж Лопес та Айс Спайс. Сюжет розповідає про Губку Боба, який вирушає в глибини океану, щоб зустрітися з Летючим Голландцем. Це четвертий кінотеатральний фільм, заснований на серіалі, після фільму Губка Боб: Втеча Губки 2020 року.
Сценарій до фільму написали Пем Брейді та Метт Ліберман за сюжетом, задуманим Брейді, Казом та Ендрю Гудманом. Розробка четвертого основного фільму про  Губку Боба розпочалася у лютому 2022 року. До квітня 2023 року Драймона було найнято режисером фільму. У липні 2024 року Гемілл оголосив, що зіграє Летючого Голландця у фільмі, замінивши Брайана Дойла-Мюррея, який озвучував персонажа в серіалі. Джон Дебні написав музику до фільму після того, як написав музику до другого фільму.
Фільм «Губка Боб у кіно: У пошуках Квадратних Штанів» вийде в кінотеатрах США 19 грудня 2025 року компанією Paramount Pictures.

## Синопсис
Фільм розповідає про Губка Боб, який вирушає у Нижньосвіття, найглибші глибини океану, щоб зустрітися з Летючим Голландцем.

## Ролі озвучували
| Актор           | Роль                      |
| --------------- | ------------------------- |
| Том Кенні       | Губка Боб Квадратні Штани |
| Кленсі Браун    | Містер Крабс              |
| Роджер Бампасс  | Сквідвард Щупальці        |
| Білл Фагербакке | Патрік Зірка              |
| Каролін Лоуренс | Сенді Чикс                |
| Даг Лоуренс     | Планктон                  |
| Марк Гемілл     | Летючий Голландець        |
| Реджина Голл    |                           |
| Шеррі Кола      |                           |
| Артуро Кастро   |                           |
| Джордж Лопес    |                           |
| Айс Спайс       |                           |

## Виробництво
Четвертий фільм для кінотеатрів «Губка Боб Квадратні Штани» був офіційно підтверджений у розробці у лютому 2022 року. У квітні 2023 року, під час панелі Paramount Pictures' CinemaCon, було оголошено, що фільм матиме назву «Губка Боб у кіно: У пошуках Квадратних Штанів», а режисером фільму буде ветеран серіалу Дерек Драймон. Сценарій написали Пем Брейді та Метт Ліберман, а історію написали Марк Чеккареллі, Каз та Брейді; Ендрю Гудмен не був згаданий у титрах за свою роботу в останній категорії. Брейді, Ліза Стюарт та Аарон Дем виступають продюсерами. Виробництвом займаються Paramount та Nickelodeon Movies у співпраці з Domain Entertainment та MRC.
У квітні 2024 року повідомлялося, що звичайні озвучувачі шоу: Том Кенні, Кленсі Браун, Роджер Бампасс, Білл Фагербакке, Керолін Лоуренс та Містер Лоуренс. На фестивалі Comic-Con у Сан-Дієго в липні 2024 року Марк Гемілл оголосив, що зіграє Летючого Голландця, замінивши свого давнього актора озвучування Браяна Дойла-Мюррея із серіалу. У червні 2025 року на Міжнародному фестивалі анімаційного кіно в Аннесі було оголошено, що у ролях будуть Реджина Холл, Шеррі Кола, Артуро Кастро, Джордж Лопес та Айс Спайс були залучені до ролі у фільмі.

## Музика
У квітні 2025 року повідомлялося, що музику до фільму напише Джон Дебні, який раніше вже написав музику до фільму «Губка Боб: Життя на суші» (2015). У червні 2025 року, разом із її кастингом, стало відомо, що Айс Спайс напише оригінальну пісню для саундтреку.

## Реліз
Прем'єра фільму «Губка Боб у кіно: У пошуках Квадратних Штанів» запланована на 19 грудня 2025 року компанією Paramount Pictures. Фільм супроводжуватиметься короткометражним анімаційним фільмом Черепашки-ніндзя: Chrome Alone 2 — Загублений у Нью-Джерсі. Раніше його було заплановано на 23 травня 2025 року, але було перенесено на 19 грудня 2025 року, а фільм «Місія неможлива: Фінальна розплата» зайняв місце у травні 2025 року через Страйк SAG-AFTRA (2023).